# ぬ利彦
株式会社ぬ利彦（ぬりひこ）は、東京都中央区にある酒類・食品等の卸売会社。

## 沿革
- 1717年 初代中澤彦七が酒・醤油の仲買人を営む
- 1830年 酒類の売上金を活用して両替商を併営
- 1892年 同業者の有志と東京卸酒販組合を設立
- 1906年 宮内庁御用達業者に認定される
- 1944年 東京都内に酒の直売店「国民酒場」を177店開業
- 1962年 自社ビル2棟を京橋に竣工
- 1999年 新木場に物流センター開設
- 2017年 第1、第2 新自社ビル完成

## 会社概要
1717年(享保2年)に初代中澤彦七が酒・醤油の仲買商「塗屋彦七」を営んだのが起源である。仲買の他に行商も併営し、日帰りで江戸近郊を往復していたのでその行動力から「天狗の彦七」と称されていた。社名は、商号の「塗屋彦七」から塗・彦の2文字を取って名付けられた。江戸中期には、酒・醤油の売上金を元手に両替商を併営した。明治期には同業者有志に呼びかけて東京卸酒販組合を設立し、酒類業界全体の発展に寄与した。東京府が東京都に名称変更した翌年にあたる1944年には、配給制による酒類統制に対抗するべく直売店「国民酒場」を都内各所に開店し、酒・醤油の安定的な供給に努めた。1982年にはIBM特約店となり、長年の営業によって培われたネットワークを基にマーケティング事業も開始している。歴代の社長は、彦七を襲名するのが慣習になっている。（現在は9代目）

## 関連会社
- 株式会社アロンラインサービス
- 株式会社アロン・クリテイティブ
- 株式会社ぬ利彦ITソリューションズ